# إيكاترينا فيدينيفا
إيكاترينا أوليغوفنا فيدينييفا (الروسية: Екатерина Олеговна Веденеева ؛ السلوفينية: Jekaterina Olegovna Vedenejeva ؛ من مواليد 23 يونيو 1994) هي لاعبة جمباز إيقاعية روسية تنافست مع سلوفينيا منذ عام 2018. ظهرت لأول مرة مع سلوفينيا في أغسطس 2018 في حدث كأس العالم في كازان ، الاتحاد الروسي. على المستوى الوطني ، حصلت على ثلاث مرات (2019 ، 2021 ، 2022) بطلة سلوفينية وطنية شاملة. في عام 2021 ، أصبحت أول لاعبة جمباز إيقاعي سلوفينية تتنافس في الألعاب الأولمبية الصيفية 2020 في طوكيو. تعتبر أول لاعبة جمباز إيقاعية سلوفينية وأول لاعبة جمباز سلوفينية من أي تخصص تفوز بميدالية في تاريخ الألعاب العالمية.
مثلت سلوفينيا في دورة الألعاب الأولمبية الصيفية 2024 في باريس، فرنسا، حيث كانت أول لاعبة جمباز سلوفينية تتأهل إلى نهائي الجمباز الإيقاعي الفردي الشامل، في النهائيات انهت المسابقة في المركز السادس.

## روابط خارجية
- Ekaterina Vedeneeva في الاتحاد الدولي للجمباز

- إيكاترينا فيدينيفا على إنستغرام